# Annapolis, Missouri
Annapolis är en ort i Iron County i Missouri. Vid 2010 års folkräkning hade Annapolis 345 invånare.